# نيكولينو لوكتشي
نيكولينو لوكتشي (بالإسبانية: Nicolino Locche)‏ مواليد 02 سبتمبر 1939 في محافظة مندوزا، الأرجنتين - الوفاة 07 سبتمبر 2005، كان ملاكم أرجنتيني سابق صنّف ضمن فئة وزن الوسط.

## إحصائيات
خاض خلال مسيرته 136 نزالا، فاز في 117 وتعادل في 14 وخسر في 4. فاز بالضربة القاضية في 14 نزالا.

## روابط خارجية
- نيكولينو لوكتشي على موقع بوكس ريك (الإنجليزية) (registration required)